# Monica Aspelund
Monica Aspelund (Vaasa, 16 juli 1946) is een Fins zangeres.

## Biografie
Aspelund werd geboren in een familie van Zweedstalige Finnen en begon reeds op jonge leeftijd met zingen en optreden. Op veertienjarige leeftijd bracht ze haar eerste single uit. Het zou echter nog tot 1974 duren vooraleer haar debuutalbum in de winkelrekken lag. Monica Aspelund trachtte in 1975, 1976, 1977 en 1978 de Finse preselectie voor het Eurovisiesongfestival te winnen. Bij haar derde deelname was het raak. Met het nummer Lapponia mocht ze aldus Finland vertegenwoordigen op het Eurovisiesongfestival 1977 in de Britse hoofdstad Londen. Daar eindigde ze op de tiende plaats. Na haar passage op het Eurovisiesongfestival werd Lapponia in meer dan twintig landen uitgebracht, waaronder in vertalingen naar het Duits, Engels, Frans, Nederlands en Zweeds. Na haar scheiding in 1980 verhuisde Aspelund met haar twee kinderen naar de Verenigde Staten, waar ze haar zangcarrière verder zette op cruiseschepen. In 2010 keerde ze terug naar Finland.
Monica is de oudere zus van Ami Aspelund, die Finland vertegenwoordigde op het Eurovisiesongfestival 1983.
1961: Laila Kinnunen · 
1962: Marion Rung · 
1963: Laila Halme · 
1964: Lasse Mårtenson · 
1965: Viktor Klimenko · 
1966: Ann-Christine Nyström · 
1967: Fredi · 
1968: Kristina Hautala · 
1969: Jarkko & Laura · 
1971: Markku Aro & Koivistolaiset · 
1972: Päivi Paunu & Kim Floor · 
1973: Marion Rung · 
1974: Carita · 
1975: Pihasoittajat · 
1976: Fredi & The Friends · 
1977: Monica Aspelund · 
1978: Seija Simola · 
1979: Katri Helena · 
1980: Vesa-Matti Loiri · 
1981: Riki Sorsa · 
1982: Kojo · 
1983: Ami Aspelund · 
1984: Kirka · 
1985: Sonja Lumme · 
1986: Kari Kuivalainen · 
1987: Vicky Rosti & Boulevard · 
1988: Boulevard · 
1989: Anneli Saaristo · 
1990: Beat · 
1991: Kaija · 
1992: Pave · 
1993: Katri Helena · 
1994: CatCat · 
1996: Jasmine · 
1998: Edea · 
2000: Nina Åström · 
2002: Laura · 
2004: Jari Sillanpää · 
2005: Geir Rönning · 
2006: Lordi · 
2007: Hanna Pakarinen · 
2008: Teräsbetoni · 
2009: Waldo's People · 
2010: Kuunkuiskaajat · 
2011: Paradise Oskar · 
2012: Pernilla Karlsson · 
2013: Krista Siegfrids · 
2014: Softengine · 
2015: Pertti Kurikan Nimipäivät · 
2016: Sandhja · 
2017: Norma John · 
2018: Saara Aalto · 
2019: Darude feat. Sebastian Rejman · 
2021: Blind Channel · 
2022: The Rasmus · 
2023: Käärijä · 
2024: Windows95Man ·
2025: Erika Vikman
- Gemeinsame Normdatei: 1041601484
- International Standard Name Identifier: 0000 0004 0660 418X
- MusicBrainz: 044f6a9b-12e6-47f4-96e2-6f0e1546fdec
- Virtual International Authority File: 20149365893185600528